# Eleccions parlamentàries armènies de 1990
Les Eleccions parlamentàries armènies de 1990 van tenir lloc el 20 de maig i el 3 de juny de 1990 per a escollir els 260 membres del Soviet Suprem d'Armènia. Foren les primeres eleccions plurals al Soviet Suprem abans de la independència d'Armènia. En elles el Partit Comunista d'Armènia (PCA) va quedar primer amb 136 escons, mentre que els candidats independents van perdre els comicis obtenint només 59 escons. Els independents, tot i que oficialment no, eren majoritàriament pertanyents al Moviment Nacional Pan-Armeni (MNPA). La participació fou del 60,19% del cens electoral.
El nou govern restablirà tots els símbols nacionals armenis (bandera, himne) i legalitzarà els partits polítics. També crearà un exèrcit propi. El gener de 1991 privatitzarà la majoria de les empreses estatals i liquidarà els kolkhoz. El procés culminarà després del cop d'estat de Moscou d'agost de 1991 amb la dissolució de l'URSS. El 10 d'octubre de 1991 es convocà un referèndum on va votar el 80% del cens de la població i on el 99,3% dels votants va votar a favor de la independència d'Armènia. Tanmateix, la conflictiva situació interna provocada per la guerra contra l'Azerbaidjan pel control de l'Alt Karabakh provocarà que no es convoquin eleccions fins al 1995.

## Resultats
| Partit              | Partit                     | Vots      | %     | Escons | +/– |  |
| ------------------- | -------------------------- | --------- | ----- | ------ | --- |  |
|                     | Partit Comunista d'Armènia | n/a       | n/a   | 136    | n/a |  |
|                     | Independents               | n/a       | n/a   | 59     | n/a |  |
|                     |                            |           |       |        |     |  |
|                     | Escons vacants             | n/a       | n/a   | 64     | n/a |  |
| Total               | Total                      | 1.286.464 | 100   | 260    | 0   |  |
|                     |                            |           |       |        |     |  |
| Vots vàlids         | Vots vàlids                | n/a       | n/a   |        |     |  |
| Vots nuls           | Vots nuls                  | n/a       | n/a   |        |     |  |
| Participació        | Participació               | n/a       | 60,19 |        |     |  |
| Cens                | Cens                       | 2.137.210 |       |        |     |  |
| Font: Nohlen et al. |                            |           |       |        |     |  |